# 알렉산드라 케리
알렉산드라 케리(Alexandra Kerry, 1973년 9월 5일 ~ )는 미국의 배우, 영화 감독, 영화배우이다.
콩코드에서 태어났다.

## 영화
- 매기스 플랜 (2015년)
- 비 라이크 아더스 (2008년)
- 더 라스트 풀 메저 (2004년)
- 스파르탄 (2004년)